# UKM-2000

UKM-2000 je univerzální kulomet navržený a vyráběný v polském Tarnówě firmou Zakłady Mechaniczne „Tarnów”. Vznikl po přijetí Polska do NATO  jako úprava sovětského typu PKM. Od svého vzoru se odlišuje použitím náboje 7,62 × 51 NATO a mírně vyšší kadencí.

## Vývoj
12. března 1999 bylo Polsko přijato do NATO. Komplikace spojené s kompatibilitou munice pro zbraně užívané polskou armádou vedly k iniciativě všechny hlavní zbraně v inventáři překalibrovat na ráže nábojů používaných NATO a rozhodnutí vyvinout nové zbraně, včetně univerzálního (středního) kulometu, bylo učiněno v následujícím roce. Konstrukce vycházela z konstrukce úspěšného kulometu PKM, ale místo náboje 7,62 × 54 mm R používá náboj 7,62 × 51 mm NATO.

## Varianty
UKM-2000P
Přenosná varianta pro pěchotu.
UKM-2000D
Provedení se sklopnou pažbou pro výsadkové vojsko.
UKM-2000C
Verze pro výzbroj bojových vozidel, například modernizovaných BRDM-2 nebo sekundární zbraň kolového obrněného transportéru typu Rosomak.

## Uživatelé
- Polsko: Standardní zbraň pozemních sil.
- Nigérie: Dovezeno menší množství UKM-2000P.[1]
- Ukrajina: Ozbrojené síly Ukrajiny v roce 2022 získaly neznámé množství UKM-2000 v rámci pomoci pro obranu proti ruské invazi.[2]